# Тоні Ліма
Антоні «Тоні» Ліма Сола (кат. Antoni Lima Solà; народився 22 вересня 1970; Ґаба, Каталонія, Іспанія) — андоррський футболіст, захисник. Захищав кольори національної збірної Андорри, у складі якої провів 64 матчі і забив 1 гол . 
На дорослому рівні виступав за команди «Реал Мадрид Б», «Еспаньйол», «Паламос», «Альмерія», «Реал Мурсія», «Полідепортіво» (Альмерія), «Уніан Мадейра», «Онтеньєнте», «Ґаба», «Іонікос» та «Ейвісса-Ібіца». Наразі працює технічним директором в іспанському клубі «Ейвісса-Ібіца». 
У Тоні є молодший брат — Ілдефонс Ліма, який виступає за клуб «Інтер» та національну збірну Андорри.